# Cannondale

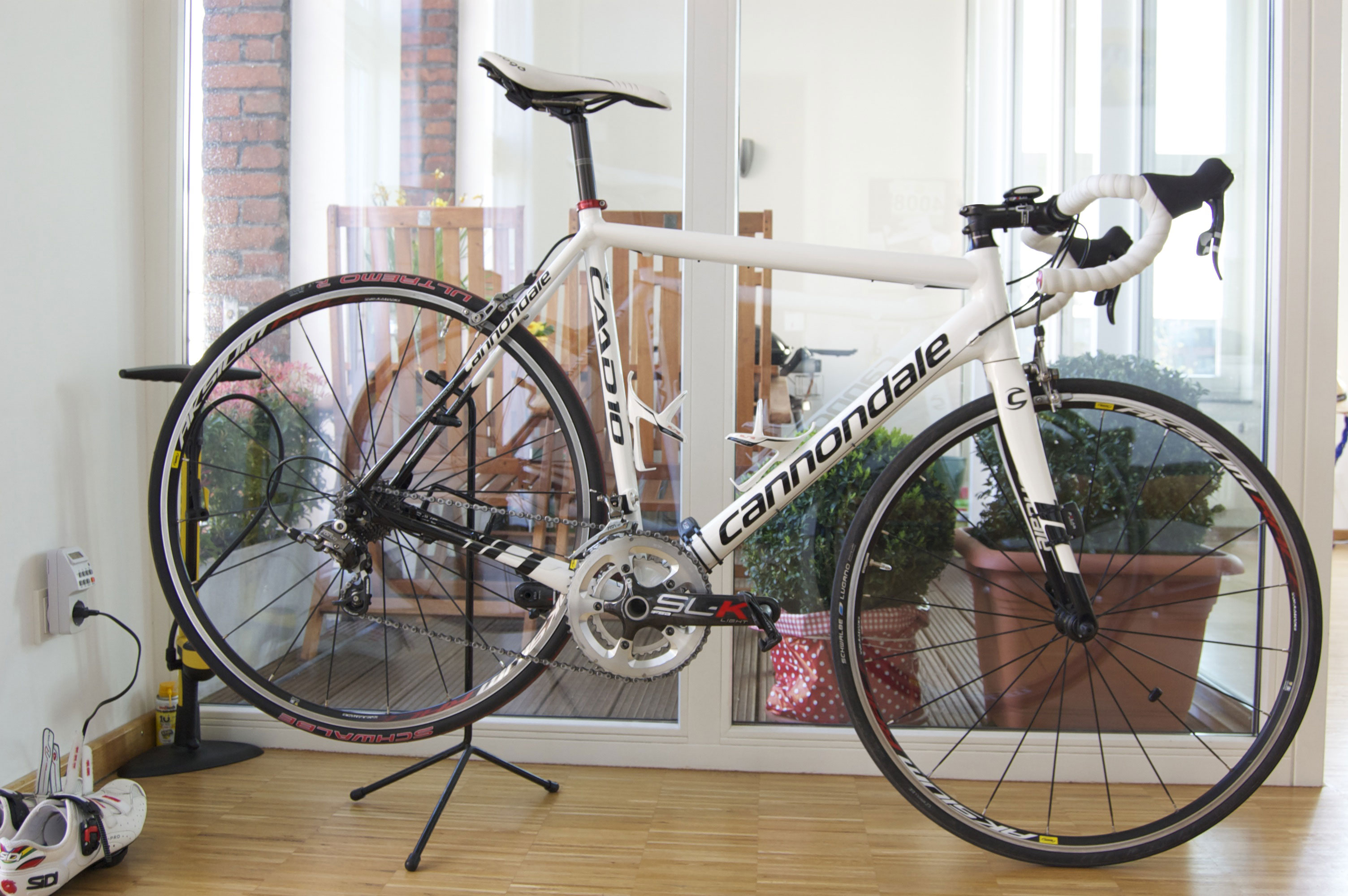
Cannondale CAAD10 (2011) mit Sram-Force-Gruppe

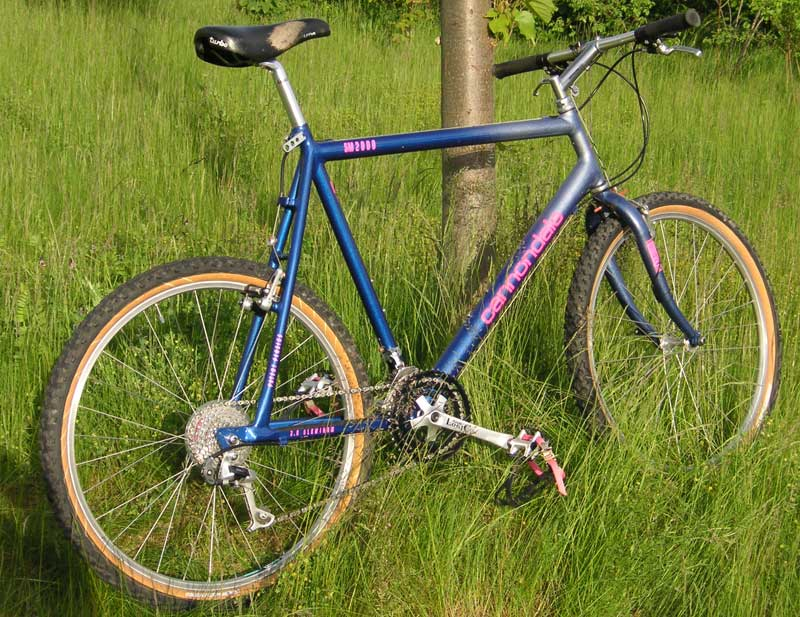
Ein Cannondale SM 2000 Mountain Bike (1991) im genutzten Originalzustand (bis auf den installierten Schaltzugumlenker)

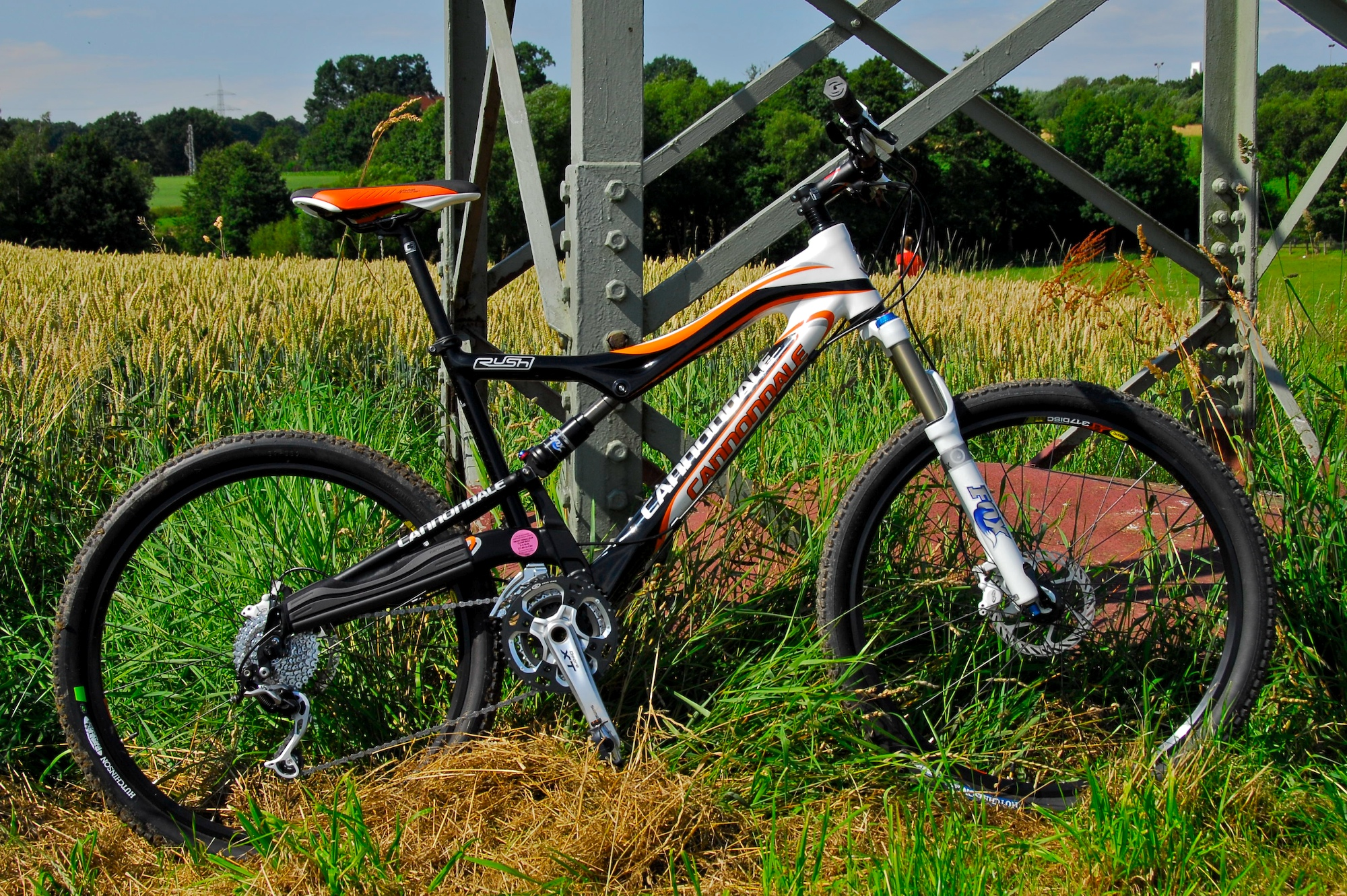
Ein Cannondale Rush Carbon 4 (2008) im genutzten Originalzustand

Cannondale ist ein US-amerikanischer Fahrrad-, Motocrossmaschinen- und Quad-Produzent. Sitz der Firma ist Bethel (Connecticut), die Produktionsstätten der Firma befanden sich in Bedford (Pennsylvania). 2010 verlagerte Cannondale den Hauptteil der Produktion nach Taichung, Taiwan. Die Firma ist benannt nach dem Bahnhof Cannondale der Metro-North Railroad, der unweit des Firmensitzes liegt.

## Geschichte
Die Firma wurde 1971 von Joe Montgomery als Hersteller von Fahrradanhängern gegründet. Heute stellt Cannondale eine Vielzahl handgefertigter Fahrräder für unterschiedlichste Anforderungen her. Die Firma ist Pionier bei der Entwicklung von Rahmen aus Aluminium. Im Laufe der Firmengeschichte wurden zahlreiche Erfindungen patentiert. Cannondale legt viel Wert auf offizielle Verkäufer seiner Produkte und ging in der Vergangenheit oft strikt gegen Grauimporte vor. Nach einem Konkurs 2003 wurde das Unternehmen von der Dinli Industrial Company Ltd., einem taiwanischen Quad-Hersteller, aufgekauft, das Fahrradwerk von der Firma Pegasus, einer Investorengruppe aus den USA.
Anfang 2008 kaufte der kanadische Mischkonzern Dorel, der viertgrößte Fahrradhersteller der Welt, die Marke Cannondale und führte sie zusammen mit weiteren Marken wie GT Bicycles, Schwinn und Mongoose unter der Leitung von Cycling Sports Group.
Im Mai 2010 ging Cannondale mit der Robert Bosch GmbH eine Entwicklungspartnerschaft für E-Bikes ein. Der Stuttgarter Elektronikkonzern Bosch lieferte dafür einen neuentwickelten Hochleistungsantrieb.
Im Winter 2021 wurde bekannt, dass Dorel seine Konzerntochter Dorel Sports an die niederländische Pon Holdings veräußern wolle. Anfang 2022 wurde das Geschäft erfolgreich abgeschlossen.

## Rahmenbau
Cannondale ist einer der Vorreiter in der Herstellung von Aluminiumrahmen. Dieses Know-how ist Grundlage für den Bau vieler Räder der Firma. Cannondale führte die Produktbezeichnung CAAD (Cannondale Advanced Aluminum Design) ein und entwickelte dieses ab den frühen 1980er Jahren fortwährend weiter. Während als Rahmenmaterial lange Zeit fast ausschließlich Aluminium Verwendung fand, wird inzwischen vermehrt auf Karbon als Werkstoff gesetzt. Dieser findet sich vor allem bei den höherpreisigen Modellen, um eine größere Gewichtsreduktion zu erzielen, als das mit Alu möglich ist.
Eine weitere Technologie von Cannondale ist SAVE (Synapse Active Vibration Elimination), die Vibrationen im Rahmen durch eine spezielle Form des Rohrs auf ein Minimum senkt.
Wie fast alle Hersteller der Branche lässt auch Cannondale die Rahmen und Komponenten aus Karbon und Aluminium in Asien produzieren. Das Label „Handmade in USA“ ist deshalb nur bei den alten Modellen zu finden, letztmals beim Modelljahr 2010.
An Komplettfahrrädern mit Cannondale-Rahmen finden sich auch häufig Komponenten, die mit der Eigenmarke CODA gelabelt sind.

## Sponsoring
Cannondale ist Sponsor zahlreicher Radsportteams.
Cannondales Sponsoring von Profi-Radrennteams begann mit dem Saeco-Team in den späten 1990er Jahren, welches u. a. mit Mario Cipollini vier Etappen bei der Tour de France 1999 gewann. Das Saeco-Team gewann den Giro d’Italia insgesamt dreimal, 1997 mit Ivan Gotti, 2003 mit Gilberto Simoni, 2004 mit Damiano Cunego. 2005 endete die Zusammenarbeit zwischen Cannondale und Saeco. Ebenfalls war es Ausstatter des früheren Team Barloworld, eines europäischen Professional Continental Teams.
Von 2007 bis 2014 stattet Cannondale das italienische ProTeam Liquigas aus und wurde im Jahr 2011 auch zunächst zweiter und seit 2012 erster Namenssponsor dieses Teams. Ende 2013 übernahm Cannondale auch die Mehrheitsanteile an der Betreibergesellschaft des Teams, das später Cannondale hieß. Das Team konnte u. a. den Giro d’Italia 2007 mit Danilo Di Luca und den Giro d’Italia 2010 mit Ivan Basso gewinnen. Nachdem Cannondale mit Ablauf der Saison 2014 das Engagement beim italienischen Team Cannondale beendet hatte, wurde die Marke Namenssponsor und Ausrüster des Teams Team Cannondale-Garmin, das heutige Team EF_Education-EasyPost. Das Engagement besteht.
Im Mountainbikingbereich sponsert Cannondale das Team Cannondale-Vredestein (früher Volvo/Cannondale), das Team Bear Naked/Cannondale (früher SoBe/Cannondale). Viele bekannte Fahrer wurden im Verlauf ihrer Karriere von Cannondale gesponsert, darunter die Weltmeisterinnen Anne-Caroline Chausson und Missy Giove, die olympische Silbermedaillengewinnerin Alison Sydor, Bronzemedaillengewinner Christoph Sauser, Cadel Evans, Kashi Leuchs.
Außerdem sponserte Cannondale 2005 den Ironman-Weltmeister Faris Al-Sultan, Dejan Patrčević, kroatischer Triathlonmeister und die dreimalige Ironman-Weltmeisterin Chrissie Wellington.